# ماساکی کینوشیتا
ماساکی کینوشیتا (انگلیسی: Masaki Kinoshita؛ زادهٔ ۲۲ ژوئن ۱۹۸۹) بازیکن فوتبال اهل ژاپن است.
از باشگاه‌هایی که در آن بازی کرده‌است می‌توان به باشگاه فوتبال گامبا اوساکا اشاره کرد.